# Мігус Ірина Петрівна
Мігус Ірина Петрівна — українська науковиця. Докторка економічних наук, професорка.

## Професійний шлях
- 1999—2001 рр. — Черкаський модельний центр підготовки та перепідготовки фахівців (реорганізований з 29.08.2000 р. у Черкаський державний бізнес-коледж), викладач економічних дисциплін
- 2001—2003 рр. — Черкаська філія Європейського університету фінансів, інформаційних систем, менеджменту і бізнесу, старший викладач
- 2003—2004 рр. — Черкаська філія Європейського університету фінансів, інформаційних систем, менеджменту і бізнесу, доцент кафедри фінансів, обліку та аудиту, заступник завідувача кафедри
- 2004—2006 рр. — Черкаська філія Європейського університету фінансів, інформаційних систем, менеджменту і бізнесу, завідувач кафедри фінансів, обліку та аудиту
- 2006—2007 рр. — Севастопольський національний технічний університет, доцент кафедри фінансів та кредит
- 2007—2008 рр. — Східноєвропейський університет економіки та менеджменту, доцент кафедри економіки та фінансів
- 2008—2009 рр. — Східноєвропейський університет економіки та менеджменту, Завідувач кафедри фінанси і кредиту
- 2009—2010 рр. — Східноєвропейський університет економіки та менеджменту, Проректор з науково-дослідної роботи
- 2010—2011 рр. — Східноєвропейський університет економіки та менеджменту завідувач, професор кафедри фінансів і кредиту
- 2011—2017 рр. — Черкаський національний університет імені Богдана Хмельницького, Університет «КРОК», завідувач кафедри менеджменту та економічної безпеки
- 2017—2018 рр. — Уманський державний педагогічний університет імені Павла Тичини, професор кафедри фінансів, обліку та економічної безпеки
- з 2018 рр. — Університет «КРОК», проректор з наукової роботи

## Відзнаки
- Подяка Департаменту освіти та гуманітарної політики Черкаської міської ради, 2013 р.
- Подяка Департаменту освіти і науки Черкаської обласної державної адміністрації, 2013 р.
- Почесна грамота Департаменту освіти і науки Черкаської обласної державної адміністрації, 2015 р.
- Подяка Міністерства освіти і науки України, 2016 р.
- Почесна грамота Федерації роботодавців України, 2018 р.
- Почесна грамота Професійної спілки працівників сфери вищої освіти, 2018 р.
- Почесна грамота Національної академії наук України, 2018 р.
- Почесна грамота Національної служби посередництва та примирення, 2018 р.
- Почесна грамота Національної академії педагогічних наук України, 2018 р.
- Грамота Верховної Ради України 2019 р.

## Сфера наукових інтересів
Операції на фінансовому ринку, в тому числі ринку цінних паперів / забезпечення економічної безпеки суб'єктів господарської діяльності

## Наукова школа
Під керівництвом захищено 2 докторські дисертації (2015 р., 2017р.), та 4 кандидатських дисертацій (2011 р., 2014 р., 2015 р., 2016 р.) за спеціальністю 21.04.02 – економічна безпека суб'єктів господарської діяльності
Член 2-х спеціалізованих рад по захисту дисертацій

## Основні наукові праці
1. Мігус І. П. Економіко-математична модель складання кредитного рейтингу векселедавців // Вісник Харківського національного університету імені В. Н. Каразіна. Серія: Економічна. — 2000.- № 578. — С. 98-105
2. Мігус І. П. Історія виникнення і становлення векселя в Україні // Економіка. Фінанси. Право. — № 6. — 2000. — С. 11-14.
3. Мігус І. П. Підстави визнання векселя недійсним/ І. П. Мігус // Економіка і управління. — 2002. — № 2. — С. 87-91
4. Мігус І. П. Практичні аспекти регулювання випуску векселів в Україні фізичними особами/ І. П. Мігус // Молодь, освіта, наука і національна самосвідомість: Зб. матеріалів Всеукр. наук. — практ. конф. (Київ, 27-28 березня 2003 р.): у 5-ти т. — К.: Вид-во Європ. ун-ту, 2003. — Т.3. — С. 147—150
5. Мігус І. П. Вітчизняні та міжнародні аспекти діяльності рейтингових агентств/ І. П. Мігус // Розвиток підприємницької діяльності на Україні: історія і сьогодення: Тези доповідей Міжнародної наукової конференції (24 березня 2003 р., м. Тернопіль). — Тернопіль, 2003. — С. 60-61
6. Мігус І. П. Розвиток інфраструктури ринку векселів в Україні / І. П. Мігус// Фондовий ринок Черкащини. — 2003.- № 31. — 5 вересня. — С. 3-5
7. Мігус І. П. Рейтингові агентства: світовий та вітчизняний досвід діяльності / І. П. Мігус // Українська наука: минуле, сучасне, майбутнє. — 2003 — випуск 6. — С. 219—223
8. Мігус І. П. Механізм пред'явлення векселя до платежу через розрахункову палату/ І. П. Мігус // Формування ринкових відносин в Україні: Зб. наук. праць НДЕІ Міністерства економіки та з питань європейської інтеграції. — 2003.- Вип. 7-8 (26-27) — С. 3-5.
9. Мігус І. П. Порівняння методик складання рейтингів емітентів цінних паперів / І. П. Мігус, В. О. Гавриленко // Теорія і практика сучасної економіки: Матеріали V міжнародної науково-практичної конференції (Черкаси, 15-17 вересня 2004 року). — Черкаси: ЧДТУ, 2004. — С. 267—269
10. Мігус І. П. Інновації в рейтингуванні векселедавців — фізичних осіб / І. П. Мігус// Інформаційні технології в економіці, менеджменті і бізнесі: Проблеми науки, практик і освіти: Зб. наук. праць IX Міжнародної наук.-практ. конф. (Київ, 27-28 листопада 2003 р.): У 2-х ч. Ч.1. — К.: Вид-во Європ. ун-ту, 2004. — С.242-244
11. Мігус І. П. Запровадження бюджетування для мотивації продуктивної праці на підприємстві / І. П. Мігус // Соціально-економічні наслідки ринкових перетворень в постсоціалістичних країнах: Збірник матеріалів II Міжнарод. наук. конференції (28-30 вересня 2005 р.). — Черкаси: Вид ЧНУ ім.. Б. Хмельницького, 2005. — С. 309—314
12. Мігус І. П. Перспективи розвитку сучасної економічної освіти в Україні / І. П. Мігус// Фінансове та інституційне забезпечення підприємництва в Україні: Збірник наукових праць IX Всеукраїнської наук.-практ. конф. (Київ, 24-25 березня 2005 р.). — К.: Вид-во Європ. ун-ту, 2005. — С. 213—215
13. Мігус І. П. Рейтинги корпоративного управління акціонерних товариств/ І. П. Мігус // Фондовий ринок Черкащини. — 2005.- № 28. — 15 липня. — С.5-6
14. Шульга (Мігус) І. П. Особливості страхування фондових ризиків / І. П. Шульга // Зб. наук. праць ЧДТУ. Серія екон. науки. — 2005.- Вип. 15. — С 139—142.
15. Мігус І. П. Джерела збільшення оборотних коштів підприємств різних форм власності / І. П. Мігус // Збірник наукових праць ЧДТУ. Серія: Економічні науки. — 2005. -Вип. 13. — С. 164—168
16. Мігус І. П. Ринок фінансових послуг: рейтингування суб'єктів господарювання: метод. рек. для складання рейтингів суб'єктів господарювання / І. П. Мігус. — К.: Вид-во Європ. ун-ту, 2005. — 118 с.
17. Мігус І. П. Підвищення ефективності корпоративних відносин з інвесторами / І. П. Мігус // Економіка і управління. — 2005. -№ 3. — С.18-24
18. Мігус І. П. Переваги та недоліки використання депозитарних розписок як інструменту залучення іноземних інвестицій в Україну / І. П. Мігус // Наукові праці Національного університету харчових технологій: спец. Випуск: екон. науки.- 2005. — № 17. — С. 105—107
19. Шульга (Мігус) І. П. Методика складання рейтингів корпоративного управління для акціонерних товариств / І. П. Шульга // Проблеми та перспективи розвитку банківської системи України: Зб. Наук. праць. — 2006.-Т. 18. — С. 122—127.
20. Шульга (Мігус) І. П. Рейтинги корпоративного управління як індикатор діяльності акціонерних товариств/ І. П. Шульга // Банківська система України в умовах глобалізації фінансових ринків: Матеріали Міжнародної науково-практичної конференції (18-20 жовтня 2006 р.). — Черкаси: ЧБІ УАБС НБУ, 2006. — С.87-89
21. Шульга (Мігус) І. П. Фінансове посередництво: сутність, функції та механізм здійснення / І. П. Шульга // Вісник Східноєвропейського університету економіки і менеджменту. Серія: Економіка і менеджмент. — 2008. — № 2 (4). — С. 80-94.
22. Шульга (Мігус) І. П. Проблеми та перспективи залучення капіталу на фондових біржах / І. П. Шульга // Інвестиції: практика та досвід. — 2008. — № 11. — С. 26-29.
23. Шульга (Мігус) І. П. Еволюція наукових досліджень ролі та значення фінансового посередництва в економічному розвитку / І. П. Шульга // Вісник Східноєвропейського університету економіки і менеджменту. Серія: Економіка і менеджмент. — 2008 — № 1 (3). — С. 75-87.
24. Шульга (Мігус) І. П. Роль моделі організації фінансового сектору України у класифікації фінансових посередників / І. П. Шульга //Фінансове посередництво: проблеми та перспективи розвитку: колективна монографія /За заг. ред. проф. В. К. Васенка. — Черкаси: Вид-во ПП Чабаненко Ю. А. — Черкаси, 2009. — С.28-39
25. Шульга (Мігус) І. П. Рейтингова оцінка векселедавців як індикатор фінансової безпеки учасників фондового ринку України: монографія /І. П. Шульга.- Черкаси: Вид-во ПП Чабаненко Ю. А., 2009. — 220 с.
26. Шульга (Мігус) І. П. Роль моделі організації фінансового ринку України у класифікації фінансового посередництва / І. П. Шульга // Вісник Східноєвропейського університету економіки і менеджменту. Серія: Економіка і менеджмент. — 2009. — № 2 (6). — С. 96-110
27. Шульга (Мігус) І. П. Зародження та розвиток інвестиційних фондів та компаній/ І. П. Шульга //Фінансове посередництво: проблеми та перспективи розвитку: колективна монографія /За заг. ред. проф. В. К. Васенка. — Черкаси: Вид-во ПП Чабаненко Ю. А. — Черкаси, 2009. — С.315-329
28. Шульга (Мігус) І. П. Сутність, функції та механізм здійснення фінансового посередництва / І. П. Шульга //Фінансове посередництво: проблеми та перспективи розвитку: колективна монографія /За заг. ред. проф. В. К. Васенка. — Черкаси: Вид-во ПП Чабаненко Ю. А. — Черкаси, 2009. — С.18-28
29. Шульга (Мігус) І. П. Фінансові посередники як об'єкт наукового дослідження / І. П. Шульга //Фінансове посередництво: проблеми та перспективи розвитку: колективна монографія /За заг. ред. проф. В. К. Васенка. — Черкаси: Вид-во ПП Чабаненко Ю. А. — Черкаси, 2009. — С.7-18
30. Шульга (Мігус) І. П. Сутність та види емісійних цінних паперів акціонерних товариств України / І. П. Шульга // Економіка: проблеми теорії і практики: Збірник наукових праць. — Випуск 257: в 7 т. — Т. IV. — Дніпропетровськ: ДНУ, 2009. — 300 с. — С.860-868
31. Шульга (Мігус) І. П. Проблеми та перспективи публічних емісій українських емітентів/ І. П. Мігус // Сучасні національні економічні моделі: проблеми та перспективи розвитку: матеріали Міжнародної науково-практичноїа конференції (24 грудня 2010 р.): У 2-х т. — Т.1. — Сімферополь: КІБ, 2010. -104-106
32. Шульга (Мігус) І. П. Роль незалежних реєстраторів у формуванні економічної безпеки акціонерних товариств/ І. П. Шульга // Основни проблеми на съвременната наука: Матеріали за 6-а Международна научна практична конференція. Том 3. Икономики. — София: Бел Град, 2010
33. Шульга (Мігус) І. П. Переваги та недоліки складання рейтингів корпоративного управління як індикаторів економічної безпеки акціонерних товариств в Україні/ І. П. Шульга //Фінансово-економічне, обліково-аналітичне та організаційно-правове забезпечення відтворювальних процесів на шляху до економіки знань: Матеріали Міжнародної науково-практичної інтернет-конференції (25-26 листопада 2010 р., м. Чернівці). — Чернівці: БФДА, 2010. -С. 238—240
34. Шульга (Мігус) І. П. Еволюція досліджень діяльності акціонерних товариств у працях українських вчених /І. П. Шульга // Реформування економіки України: стан та перспективи: матеріали V міжнародної науково-практичної конференції (25-26 листопада 2010 р., м. Київ). — К.: МІБО КНЕУ, 2010. -С.300-302
35. Шульга (Мігус) І. П. Варшавська фондова біржа: перспективи для українських акціонерних товариств/ І. П. Шульга // Підприємницька діяльність в Україні: проблеми розвитку та регулювання: Збірник матеріалів IV Міжнародної науково-практичної конференції (27-28 травня 2010 р., м. Київ). — К: КНЕУ, 2010. -С. 313—315
36. Шульга (Мігус) І. П. Вплив органів державної реєстрації на економічну безпеку акціонерних товариств/ І. П. Шульга // Бізнес та умови його розвитку: національний та міжнародний дискурси: Збірник матеріалів І Міжнародної науково-практичної конференції (24 травня 2010 р., м. Донецьк). — Донецьк: ДонНУЕТ, 2010. -С. 306—308 (0,14 др. арк.).
37. Шульга (Мігус) І. П. Особливості виходу акціонерних товариств на Варшавську фондову біржу/ І. П. Шульга // Дні фінансової науки: Збірник матеріалів Міжнародної науково-практичної конференції (12-14 травня 2010 р., м. Сімферополь). — Сімферополь: КІЕГП, 2010. — С. 133—135 (0,14 др. арк.).
38. Шульга (Мігус) І. П. Закордонний досвід формування системи/ І. П. Шульга // Інформаційна та економічна безпека (INFECO-2010): Збірник матеріалів III Міжнародної науково-практичної конференції (27-29 квітня 2010 р., м. Харків). — Харків: ХНЕУ, 2010. — С. 167—168
39. Шульга (Мігус) І. П. Методи поглинання акціонерного товариства/ І. П. Шульга // Наука-2010: проблеми та перспективи розвитку: тези виступів та доповідей учасників Всеукраїнської науково-практичної конференції (Черкаси 22-23 квітня 2010 р).: у 2 т. — Черкаси: СУЕМ, 2010. — Т.2. -С.27-29
40. Шульга (Мігус) І. П. Особливості формування системи економічної безпеки підприємств у Франції/ І. П. Шульга // Економіка та фінанси в умовах глобалізації: досвід, тенденції та перспективи розвитку: Збірник матеріалів II Міжнародної науково-практичної конференції (21-23 квітня 2010 р., м. Макіївка).- — Макіївка, 2010. — С. 174.-175 (0,09 др. арк.).
41. Шульга (Мігус) І. П. Роль ДКЦПФР у регулюванні емісійної діяльності акціонерних товариств/ І. П. Шульга // Стратегії інноваційного розвитку економіки: бізнес, наука, освіта: Збірник матеріалів II Міжнародної науково-практичної конференції (07-10 квітня 2010 р., м. Харків).- Харків: ХНУ «ХПІ», 2010. -С. 210—203 (0,09 др. арк.).
42. Шульга (Мігус) І. П. Аналіз стану розкриття інформації про акціонерне товариство/ І. П. Шульга // Інноваційний потенціал української науки — ХХІ сторіччя: Збірник доповідей учасників шостої всеукраїнської науково-практичної конференції (1-15 квітня 2010 р.). — Запоріжжя: Вид-во РГА, 2010. -С. 121—124
43. Шульга (Мігус) І. П. Особливості розміщення цінних паперів на фондовому ринку/ І. П. Шульга // Фінанси в системі економічних відносин: Збірник матеріалів науково-практичної конференції викладачів та студентів інституту економіки і менеджменту СУЕМ (17 лютого 2010 р.). — Черкаси: СУЕМ, 2010. -С. 16-18
44. Шульга (Мігус) І. П. Формування системи економічної безпеки підприємств та її особливості у Германії/ І. П. Шульга // Сучасні проблеми економіки в умовах глобальної фінансової нестабільності: Збірник матеріалів економічної науково-практичної Інтернет-конференції (15 березня 2010 р.). — Тернопіль, 2010. — С. 54-55
45. Шульга (Мігус) І. П. Розвиток фінансового посередництва в Україні/ І. П. Шульга // Регіональний вимір сенситивності механізмів управління: правовий, фінансово-економічний, психологічний аспекти: матеріали VII Всеукраїнської науково-практичної конференції (10-11 грудня 2009 р., Чернівецька філія МАУП). — Чернівці: Букрек, 2010. -С. 212—215
46. Шульга (Мігус) І. П. Аналіз стану корпоративного управління в акціонерних товариствах України / І. П. Шульга // / Ефективна економіка. — 2010. — № 12.- [Електронний ресурс]
47. Шульга (Мігус) І. П. Рейтинг корпоративного управління як оцінка нефінансових загроз діяльності акціонерних товариств: порівняння світового та вітчизняного досвіду / І. П. Шульга // / Ефективна економіка. — 2010. — № 11.- [Електронний ресурс]
48. Шульга (Мігус) І. П. Система економічної безпеки емісійної діяльності акціонерних товариств / І. П. Шульга // Економічний часопис — ХХІ.- 2010. -№ 11-12. — С. 64-68.
49. Шульга (Мігус) І. П. Сучасні підходи до формування системи економічної безпеки акціонерного товариства / І. П. Шульга // Ефективна економіка. — 2010. — № 10.-[Електронний ресурс]
50. Шульга (Мігус) І. П. Економічна безпека акціонерних товариств як економічна категорія / І. П. Шульга // Академічний огляд / ДУЕП.- 2010. — № 2. — С. 37-44
51. Шульга (Мігус) І. П. Сучасні підходи до оцінки економічної безпеки акціонерного товариства / І. П. Шульга // Інвестиції: практика та досвід. — 2010. — № 22. — С. 34-38.
52. Шульга (Мігус) І. П. Еволюція економічних поглядів про акціонерний капітал / І. П. Шульга // Агросвіт. — 2010. — № 22. — С. 34-39
53. Шульга (Мігус) І. П. Система управління загрозами економічній безпеці емісійної діяльності акціонерних товариств / І. П. Шульга // Збірник наукових праць Черкаського державного технологічного університету. Серія: Економічні науки.- 2010.- Вип 26 (2).- 2010. — С. 94-98.
54. Шульга (Мігус) І. П. Основні загрози економічній безпеці товариства при випуску та розміщенні акцій / І. П. Шульга / Ефективна економіка. — 2010. — № 8.- [Електронний ресурс]
55. Шульга (Мігус) І. П. Моніторинг розкриття інформації про акціонерне товариство та його вплив на економічну безпеку емітента / І. П. Шульга // Економіка і держава. — 2010. — № 9. — С.42-44
56. Шульга (Мігус) І. П. Механізм дематеріалізації акцій у зв'язку зі зміною форми випуску/ І. П. Шульга / Ефективна економіка. — 2010. — № 7 [Електронний ресурс]
57. Шульга (Мігус) І. П. Механізм впливу державного регулювання емісійної діяльності акціонерних товариств та його вплив на економічну безпеку емітента / І. П. Шульга // Вісник НТУ «ХПІ»: Збірник наук. праць. Тем. випуск: Технічний прогрес і ефективність виробництва. — 2010. — № 5. -С. 194—204.
58. Шульга (Мігус) І. П. Захист від ворожого поглинання при IPO: досвід США / І. П. Шульга // Вісник Східноєвропейського університету економіки і менеджменту. Серія Економіка і менеджмент. — 2010. — № 1 (7). — С. 76-80
59. Шульга (Мігус) І. П. Економічна безпека емісійної діяльності акціонерних товариств: монографія / І. П. Мігус. — Черкаси: Вид-во ТОВ «МАКЛАУТ», 2010. — 425 с.
60. Шульга (Мігус) І. П. Вплив реєстраторів на формування економічної безпеки акціонерних товариств / І. П. Шульга // Економіка: проблеми теорії і практики: Збірник наукових праць. -2010.- Вип. 260. Т. III. — С. 800—807
61. Шульга (Мігус) І. П. Вплив державного регулювання та саморегулювання діяльності фінансових посередників на ринку цінних паперів на їх економічну безпеку [Електронний ресурс] / І. П. Шульга / Ефективна економіка. — 2010. — № 9
62. Шульга (Мігус) І. П. Роль інсайдерської інформації у забезпеченні економічної безпеки акціонерних товариств / І. П. Шульга // Інвестиції: практика та досвід. — 2010. — № 17. — С. 36-40
63. Щульга (Мігус) І. П. Економічна безпека акціонерного товариства / І. П. Шульга // Економічна безпека держави, суб'єктів господарювання та тіньова економіка: колективна монографія / Васенко В. К., Шульга І. П. та ін. / За заг. ред. проф. В. К. Васенка. — Черкаси: вид-во «МАКЛАУТ», 2010. — С. 146—182.
64. Податкова система України та зарубіжних країн: колективна монографія / Васенко В. К., Шульга І. П. та ін. / За заг. ред. проф.. В. К. Васенка. — Черкаси: Вид-во «МАКЛАУТ», 2010. — С.246-296.
65. Шульга (Мігус) І. П. Формування системи захисту акціонерних товариств від недружнього поглинання при публічній емісії акцій / І. П. Шульга // Вчені записки університету «КРОК». — ПВНЗ «КРОК». — 2010. — № 24. — С. 95-101
66. Шульга (Мігус) І. П. Особливості здійснення ІРО на зарубіжних фондових біржах / І. П. Шульга // Регіональна бізнес-економіка та управління: науковий виробного-практичний журнал. — 2010. — № 3(27). — вересень. — С. 130—137
67. Мігус І. П. Концепція формування системи економічної безпеки емісійної діяльності акціонерних товариств/ І. П. Мігус // Перспективи економічного розвитку держави, регіону, суб'єктів господарської діяльності: збірник тез доповідей Всеукраїнської науково — практичної заочної конференції (Черкаси, 2 грудня 2011 р.). — Черкаси: вид-во ТОВ «МАКЛАУТ» 2011. -С. 237—240
68. Мігус І. П. Економічна безпека емісійної діяльності: основні етапи забезпечення/ І. П. Мігус // Nauczanie i nauka bez granic- 2011: Materialy z mitdzynarodowej naukowej konferencji. Volume 4. Ekonomicheskie nauka.- Przemysl: Nauka i studia, 2011. -S.11-13.
69. Мігус І. П. Методологія оцінки стану системи економічної безпеки емісійної діяльності акціонерних товариств/ І. П. Мігус // Методы финансового обеспечения устойчивого экономического развития: Материалы Всеукр. Навч.-практ. Конф. (г. Севастополь, 6-9 сентября 2011 г.).- Севастополь: СевНТУ, 2011. -С.62-64
70. Шульга І. П. Вплив корпоративного управління на економічну безпеку акціонерних товариств / І. П. Шульга // Формування та розвиток економіки в сучасних умовах господарювання: збірник тез доповідей Всеукраїнської науково-практичної інтернет-конференції (23-24 грудня 2010 р.). — Луцьк, ВІЕМ, 2011. -С. 61-63
71. Мігус І. П. Роль корпоративного секретаря у гарантуванні економічної безпеки акціонерного товариства / І. П. Мігус // Збірник наукових праць Черкаського державного технологічного університету. Сер. : Економічні науки. — 2011. — Вип. 29(1). — С. 34-38.
72. Лаптєв С. М. Роль служби економічної безпеки акціонерного товариства у забезпеченні його економічної безпеки / С. М. Лаптєв, І. П. Мігус //Економіка і держава. — 2011.- № 12. — С. 25-30
73. Лаптєв С. М. Основні напрями забезпечення економічної безпеки акціонерного товариства при організації випуску та публічного розміщення акцій / С. М. Лаптєв, І. П. Мігус //Інвестиції: практика та досвід. — 2011.- № 24
74. Лаптєв С. М. Необхідність розмежування понять «загроза» та «ризик» при діагностиці економічної безпеки суб'єктів господарювання / С. М. Лаптєв, І. П. Мігус // Ефективна економіка. — 2011.- № 12
75. Сучасні перспективи розвитку систем економічної безпеки держави та суб'єктів господарювання: монографія / за ред. проф. І. П. Мігус. — Черкаси: ТОВ «МАКЛАУТ», 2012. — 636 с
76. Мігус І. П. Ефективність проведення випуску та публічного розміщення акцій: методика оцінки та практичні результати/ І. П. Мігус // Вісник Черкаського університету. Серія: Економічні науки. — 2012. — С.65-73
77. Мігус І. П. Вплив загроз на фінансову безпеку страхових компаній / І. П. Мігус, О. С. Городієнко // Актуальні проблеми і перспективи розвитку економіки України: матеріали наук.-практ. інтернет-конф. молодих науковців, аспірантів, здобувачів і студентів (14-15 лист. 2012 р.) / Відп. ред. Л. Г. Ліпич. — Луцьк: Вежа-Друк, 2012. -С. 252—254
78. Мігус І. П. Рейдерство: сутність, види та заходи захисту/ І. П. Мігус // Наука: теорія та практика: збірник тез доповідей Всеукраїнської науково — практичної заочної конференції (Черкаси, 21 вересня 2012 р.) / за заг. ред. проф. І. П. Мігус. — Черкаси: вид-во ТОВ «МАКЛАУТ», 2012. -С. 47-51
79. Мігус І. П. Greenmail as part of modern corporate relations/ І. П. Мігус // Ключови въпроси в сэвременната наука: Матеріали за 8-а Международна научна практична конференція. -Том 4. Икономики. — София: Бел Град, 2012. -С.14-16.
80. Мігус І. П. Economic security of stock company: the role of corporate secretary/ І. П. Мігус // Україна-Чорногорія: Економічна трансформація та перспективи міжнародної співпраці: Збірник тез доповідей учасників І Міжнародної науково-практичної конференції викладачів, аспірантів, студентів (18-25 травня 2012). — Будва-Донецьк: ДонНТУ, 2012. — Том 1. -С. 194—197.
81. Мігус І. П. Менеджери знань: данина моді чи виробнича необхідність підприємства, що розвивається/ І. П. Мігус // Актуальні проблеми сучасної науки і практики: збірник тез доповідей Всеукраїнської науково — практичної інтернет-конференції (Черкаси, 20 квітня 2012 р.). — Черкаси: вид-во ТОВ «МАКЛАУТ», 2012. -С. 57
82. Мігус І. П. Вплив інсайдерів на порушення економічної безпеки суб'єктів господарювання/ І. П. Мігус // Перспективи управлінської діяльності суб'єктів господарювання: збірник тез доповідей Всеукраїнської науково — практичної конференції (Черкаси, 17 лютого 2012 р.). -Черкаси: Вид-во ТОВ «МАКЛАУТ», 2012. -С. 258—261
83. Мігус І. П. Особливості управління економічною безпекою окремих видів вітчизняних фінансових посередників / І. П. Мігус, Н. В. Зачосова // Сталий розвиток економіки. 2012. — № 7(17). — С. 25-29
84. Мігус І. П. Системний підхід до управління персоналом підприємства /І. П. Мігус, С. А. Черненко // Збірник наукових праць Черкаського державного технологічного університету. Серія Економічні науки. — 2012.-Вип. 32(3). — С 111—115
85. Кадрова безпека суб'єктів господарської діяльності: менеджмент інсайдерами: колективна монографія / Кононенко Ю. С. та ін.; за заг. ред. проф. Сідака В. С. та проф. Мігус І. П.. — Черкаси: Маклаут, 2012. — 258 с.
86. Мігус І. П. Роль служби економічної безпеки при взаємодії з інсайдерами та аутсайдерами акціонерного товариства/ І. П. Мігус, С. П. Міхно, Д. С. Файвішенко // Сучасні перспективи розвитку систем економічної безпеки держави та суб'єктів господарювання: монографія / за ред. проф. І. П. Мігус. — Черкаси: ТОВ «МАКЛАУТ», 2012.-С 473—492
87. Мігус І. П. Теоретико-методологічні підходи до класифікації загроз економічній безпеці суб'єктів господарювання/ І. П. Мігус, О. С. Гордієнко// Сучасні перспективи розвитку систем економічної безпеки держави та суб'єктів господарювання: монографія / за ред. проф. І. П. Мігус. — Черкаси: ТОВ «МАКЛАУТ», 2012.-С. 342—354
88. Мігус І. П. Місце кадрової безпеки в системі управління персоналом будівельного підприємства/ І. П. Мігус, С. А. Черненко // Сучасні перспективи розвитку систем економічної безпеки держави та суб'єктів господарювання: монографія / за ред. проф. І. П. Мігус. — Черкаси: ТОВ «МАКЛАУТ», 2012.-С.446-457
89. Корпоративне управління в системі економічної безпеки акціонерних товариств України / І. П. Мігус, Л. М. Худолій, М. П. Денисенко, С. П. Міхно. — Черкаси: ТОВ «Маклаут», 2012. — 274 с.
90. Шульга (Мігус) І. П. Теоретико-методологічні основи формування системи економічної безпеки/ М. П. Денисенко, І. П. Шульга, В. А. Рач // Економічна безпека національної економіки: інвестиційно-інноваційний аспект: монографія /за заг. ред. І.М, Грищенко, М. П. Денисенко, А.Н Гречан, В. В. Лойко — Донецьк: РВВ. ДВНЗ «ДонНТУ», 2012. — С. 135—156
91. Джерела фінансування інвестицій підприємств України: монографія / В. Г. Федоренко, М. П. Денисенко, І. П. Мігус та ін. / за ред. В. Г. Федоренка, М. П. Денисенка. — К.: «ДКС центр», 2012. — 328 с.
92. Мігус І. П. Переваги та недоліки сучасних інструментів оцінки персоналу з позицій кадрової безпеки / І. П. Мігус, С. А. Черненко // Електронний додаток до матеріалів V Міжнародної науково-практичної конференції «Сучасні проблеми моделювання соціально-економічних систем» (11 — 12 квітня 2013 р.): Тези доповідей учасників конференції. — Х., 2013. — С.266-268.
93. Мігус І. П. Поняття лояльності персоналу в контексті забезпеченні економічної безпеки підприємства / І. П. Мігус, С. А. Черненко // Перспективи управлінської діяльності суб'єктів господарювання в контексті економічної безпеки: матеріали Міжнародної науково — практичної конференції (Черкаси, 29-31 березня 2013 р.) / за ред. проф. Сідака В. С., проф. Денисенка М. П. та проф. Мігус І. П. — Черкаси: вид-во ПП Чабаненко Ю. А., 2013. — С. 310—313
94. Мігус І. П. Підготовка фахівців у сфері інтелектуальної власності в Україні: до питання щодо її удосконалення / С. Корновенко, І. Мігус // Теорія і практика інтелектуальної власності. — 2013. — № 5. — С. 93- 95
95. Мігус І. П. Транспарентність банку як складова механізму забезпечення його економічної безпеки / І. П. Мігус, Н. В. Дудченко // Бізнес-Інформ. — 2013. — № 10. — C. 322—327
96. Мігус І. П. Методологічний підхід до оцінки стану системи економічної безпеки акціонерних товариств/ І. П. Мігус // Ефективна економіка. — 2013.- № 12
97. Мігус І. П. Методичний підхід до оцінки впливу загроз на економічну безпеку емісійної діяльності акціонерного товариства/ І. П. Мігус // Фінансовий простір. — 2013.- № 3. -С.104-107 -[Електронний ресурс]
98. Мігус І. П. Методологічний підхід до формування системи економічної безпеки емісійної діяльності акціонерних товариств/ І. П. Мігус // Економіка: реалії часу. Науковий журнал. — 2013.- № 4.-С.112-118 — [Електронний ресурс]
99. Мігус І. П. Економічний підхід та пошук оптимальних шляхів фінансування системи освіти/ І. П. Мігус // Збірник наукових праць Національного університету державної податкової служби України. -2013.- № 12.-С.96-104
100. Мігус І. П. Оцінка лояльності персоналу в контексті забезпечення економічної безпеки підприємства /І. П. Мігус, С. А. Черненко // Агросвіт. — 2013. — № 11 -С. 24 — 27
101. Мігус І. П. Методичний підхід до оцінки ефективності проведення випуску та публічного розміщення акцій/ І. П. Мігус // Збірник наукових праць Черкаського державного технологічного університету. Серія: Економічні науки. — 2013.- Вип. 34(2). — С 111—115.
102. Мігус І. П. Створення системи управління персоналом підприємства з позицій економічної безпеки / І. П. Мігус, С. А. Черненко // Збірник наукових праць Черкаського державного технологічного університету. Серія: Економічні науки. — 2013. — Вип. 33(1). — С. 27-32
103. Мігус І. П. Роль управління загрозами та ризиками в системі економічної безпеки суб'єктів господарської діяльності / І. П. Мігус, О. С. Гордієнко // Збірник наукових праць Черкаського державного технологічного університету. Серія: Економічні науки. — 2013. — Вип. 33(1). — С. 33-37
104. Мігус І. П. Діагностика соціальної безпеки Черкаської області в контексті економічної безпеки України / І. П. Мігус, В. В. Срібна, О. Ю. Цікало // Ефективна економіка. — 2013. — № 6
105. Мігус І. П. Сучасні методики оцінки стану кадрової безпеки суб'єктів господарської діяльності /І. П. Мігус, С. А. Черненко // Ефективна економіка. — 2013.- № 4
106. Підприємництво й бізнес-культура: навчальний посібник / М. П. Денисенко, І. П. Мігус, В. М. Шульга. А. Ю. Сербенівська / за заг. ред. М. П. Денисенка. — Черкаси: Вид-во ТОВ «Маклаут», 2013. — 150 с.
107. Управління економічним розвитком держави та суб'єктів господарювання: колективна монографія / за ред. М. П. Денисенка, І. П. Мігус.- Черкаси: ТОВ «МАКЛАУТ», 2013. — 448 с.
108. Теоретико-методологічні основи інвестиційно-інноваційної безпеки національної економіки України: монографія / В. Г. Федоренко, М. П. Денисенко, І. П. Мігус та ін.;за ред. І. М. Грищенка, В. М. Узунова, М. П. Денисенка.- Черкаси, 2013. — 464 с.
109. Модели оценки и анализа сложных соціально-экономических систем: монография / И. П. Мигус [и др.]; Под ред. В. С. Пономаренко, Т. С. Клебановой, Н. А. Кизима. — Х.: ИД «ИНЖЕК», 2013. — 664 с.
110. Мігус І. П. Сучасні підходи до оцінки персоналу суб'єктів господарювання з позицій економічної безпеки / І. П. Мігус, С. А. Черненко // Бізнес Інформ.- 2013. — № 10. — С. 357—363
111. Макро- та мікроекономіка: теоретичні аспекти: навч.-метод. посіб. для самост. вивч. дисципліни /В. Г. Федоренко, І. П. Мігус [та ін.]; за наук. ред. В. Г. Федоренка, М. П. Денисенка. — К. : Алерта, 2013. — 727 с.
112. Мігус І. П. Тіньова економіка і економічна безпека: політичні аспекти проблеми / І. П. Мігус, М. В. Міненко // Вісник Черкаського університету: серія Економічні науки. — Випуск № 12 (305). — 2014. — С. 67 — 71
113. Мігус І. П. Сучасні підходи та критерії визначення економічної безпеки / І. П. Мігус, Б. В. Шпильовий // Вісник Черкаського університету: серія Економічні науки. — 2014.-Випуск № 39 (332). — 2014. — С. 58 — 62
114. Мігус І. П. Проблеми залучення фінансового капіталу в економіку України / І. П. Мігус // Вісник Черкаського університету: серія Економічні науки. — Випуск № 37 (330). — 2014. — С. 86 — 91
115. Мігус І. П. Кадрова безпека підприємств: управління інсайдерами / І. П. Мігус, О. М. Тулуб, В. А. Красномовець // Вісник Черкаського університету: серія Економічні науки. — Випуск № 33 (326). — 2014. — С. 60 — 67.
116. Mihus I. Indicators of stock market information and analytical provision of the economic security traders/Iryna Mihus, Sergii Kavun // International journal of Knowledge Engineering and Soft Data Paradigms.- 2014.- Vol.4, No.4.- P.339 — 350
117. Мігус І. П. П'ятирівневий нагляд за станом системи управління безпекою праці на будівельному підприємстві / І. П. Мігус, В. М. Андрієнко // Бізнес-інформ. — 2014. — № 11. — С. 154—158.
118. Мігус І. П. Структура та основні елементи системи забезпечення економічної безпеки при управлінні безпекою праці на будівельних підприємствах /І. П. Мігус, В. М. Андрієнко // Бізнес-інформ. — 2014. — № 10. — С. 213—219
119. Мігус І. П. Економічний підхід до пошуку оптимальних шляхів фінансування системи освіти /І. П. Мігус, І. М. Шпиця, С. Г. Натрошвілі //Освіта: соціальні проблеми в контексті економічного розвитку України: колективна монографія/за ред. С. М. Лаптєва, В. С. Сідака, М. П. Денисенка. — К.: Університет економіки та права «КРОК», 2014. — С.225-252
120. GR та PR менеджмент в контексті економічної безпеки: колективна монографія / за ред. проф. Мігус І. П. — Черкаси: ПП Чабаненко Ю. А. — Черкаси, 2014. — 304 с.
121. Стратегічні пріоритети детінізації економіки України у системі економічної безпеки: макро та мікро вимір: монографія/ О. В. Черевко, І. П. Мігус та ін.; за ред. Черевка О. В. — Черкаси: ПП Чабаненко Ю. А. — Черкаси, 2014. — 442 с.
122. Мігус І. П. Розробка механізму забезпечення економічної безпеки службами безпеки охоронних підприємств / І. П. Мігус, М. В. Міненко // Бізнес-інформ. — 2015. — № 6. — С. 54 -59.
123. Мігус І. П. Забезпечення економічної безпеки підприємства шляхом розвитку лояльності персоналу / І. П. Мігус // Перспективи управлінської діяльності суб'єктів господарювання в контексті економічної безпеки: Збірник тез доповідей учасників III Міжнародної науково-практичної конференції (Черкаси, 27-28 березня 2015 р.). — Черкаси: вид-во ПП Чабаненко Ю. А., 2015. -С. 190—192
124. Мігус І. П. Основні фактори, що зумовлюють потребу створення системи економічної безпеки суб'єктів господарювання / І. П. Мігус, В. М. Лукошков // Перспективи управлінської діяльності суб'єктів господарювання в контексті економічної безпеки: Збірник тез доповідей учасників III Міжнародної науково-практичної конференції, (Черкаси, 27-28 березня 2015 р.). — Черкаси: вид-во ПП Чабаненко Ю. А., 2015. — С. 48 — 51.
125. Мігус І. П. Особливості виявлення та протидії шахрайству: зарубіжний досвід / І. П. Мігус, М. В. Міненко // Науковий вісник Львівського державного університету внутрішніх справ. Серія економічна.- 2015. — Вип. 1. — С. 145—152
126. Управління системою економічної безпеки суб'єктів господарювання: обліково-аналітичне забезпечення: монографія / За ред. Черевка О. В., Гнилицької Л. В., Мігус І. П. — Черкаси: ПП Чабаненко Ю. А. — Черкаси, 2015. — 198 с.
127. Мігус І. П. Міжнародні стандарти якості послуг суб'єктів готельно-ресторанного бізнесу / І. Мігус, А. Бієвець // Збірник наукових праць Черкаського державного технологічного університету. Серія: Економічні науки. — 2016. — Вип. 43(1). — С. 29-34.
128. Мігус І. П. Характеристика тенденцій розвитку вітчизняного фінансового ринку як середовища функціонування фінансових установ та джерела зовнішніх загроз їх економічній безпеці / І. П. Мігус, Н. В. Зачосова // Ефективна економіка.- 2016.- № 2. -[Електронний ресурс]
129. Мігус І. П. Маркетинговий підхід до вдосконалення інтерфейсної безпеки вищих навчальних закладів / О. Черевко, І. Мігус, Ю. Радзіховська // Збірник наукових праць Черкаського державного технологічного університету. Серія: Економічні науки. — 2016. — Вип. 43(1). — С. 96-103
130. Мігус І. П. Механізм забезпечення економічної безпеки службами безпеки охоронних підприємств/ Мігус І. П., Міненко М. В. //Організаційно-економічний механізм протидії злочинам в економічній сфері: монографія / За ред. Черевка О. В., Мігус І. П., Гнилицької Л. В. — Черкаси: видавець Чабаненко Ю. А., 2016.- С.171-198
131. Мігус І. П. Рейдерство як один із видів економічних злочинів/ Мігус І..П., Молодецький С. С. // Організаційно-економічний механізм протидії злочинам в економічній сфері: монографія / За ред. Черевка О. В., Мігус І. П., Гнилицької Л. В. — Черкаси: видавець Чабаненко Ю. А., 2016.- С.29-54
132. Мігус І. П. Злочини у економічній сфері, що становлять загрозуекономічній безпеці фінансових установ, та напрямипротидії їм / І. П. Мігус, Н. В. Зачосова //Організаційно-економічний механізм протидії злочинам в економічній сфері: монографія / За ред. Черевка О. В., Мігус І. П., Гнилицької Л. В. — Черкаси: видавець Чабаненко Ю. А., 2016.- С.9-28
133. Організаційно-економічний механізм протидії злочинам в економічній сфері: монографія / За ред. Черевка О. В., Мігус І. П., Гнилицької Л. В. — Черкаси: видавець Чабаненко Ю. А., 2016. — 466 с.
134. Мігус І. П. Банківські кризи, як передумова виникнення економічних злочинів у банківській сфері/ Мігус І. П., Коваль Я. С. //Організаційно-економічний механізм протидії злочинам в економічній сфері: монографія / За ред. Черевка О. В., Мігус І. П., Гнилицької Л. В. -Черкаси: видавець Чабаненко Ю. А., 2016.- С.106-133
135. Коваль Я. С. Загрози інформаційної безпеки у банківських установах / Коваль Я. С., Мігус І. П. //Перспективи управлінської діяльності суб'єктів господарювання в контексті економічної безпеки: мат. IV Міжн. науково-практ. конф. (Черкаси, 25-26 березня 2016).- Черкаси: вид-во ПП Чабаненко Ю. А., 2016.- С. 174—177
136. Мігус І. П. Теоретичні основи забезпечення економічної безпеки вищих навчальних закладів / І. П. Мігус, В. М. Андрієнко, Н. В. Зачосова // Proceedings of the 7th International Academic Congress «Science, Education and Culture in Eurasia and Africa» (France, Paris, 23-25 April, 2017)
137. Мигус И. П. Оценка мер антикризисного регулирования банковского сектора со стороны НБУ / Мигус И. П., Коваль Я. С.// Securitatea informationala 2017: conferinta internationala (Chisinau, 4-5 aprilie 2017).- Chisinau, 2017. -С. 22-25
138. Мігус І. П. Шляхи виходу з банківської кризи та напрями підвищення ефективності управління ризиками / Мігус І. П., Коваль Я. С. //Стратегічні напрями підвищення конкурентоспроможності підприємств у сучасних умовах господарювання: мат. IV Всеукраїнської науково-практичної заочної конференції (Черкаси, 14 квітня 2017). — Черкаси, 2017.- С. 298—302
139. Мігус І. П. Взаємозв'язок антикризового управління із системою економічної безпеки банків / Мігус І. П., Коваль Я. С. //Актуальні проблеми економічної безпеки держави, регіону, підприємства: тези доп. уч. Всеукраїнської наук.-практ. конференції (Львів, 26 травня 2017).-Львів: ЛьвДУВС, 2017. — С. 153—157.
140. Андрієнко В. М. Міжнародний досвід формування державної політики у сфері забезпечення фінансової безпеки як складової національної безпеки / Андрієнко В. М., Мігус І. П., Коваль Я. С. // Демократичне врядування: наук. вісник.- 2017.- Вип. 20.- URL: [Архівовано 15 серпня 2018 у Wayback Machine.]
141. Мігус І. П. Важелі державного антикризового регулювання банківських установ з точки зору виникнення кризових явищ / Мігус І. П., Карпова К. В., Коваль Я. С. //Державне управління: удосконалення та розвиток: електор. наук. фах. вид. — 2017. -№ 8. URL: [Архівовано 20 січня 2022 у Wayback Machine.]
142. Мігус І. П. Розрахунок інтегрального показника оцінювання економічної безпеки банку/ І. П. Мігус, М. П. Денисенко, Я. С. Коваль //Вчені записки Університету «КРОК». Серія «Економіка».- 2017. — Вип. 46. — С. 125—131
143. Мігус І. П. Удосконалення методики оцінювання кризового стану банківських установ України при державному антикризовому управлінні / Мігус І. П., Карпова К. В., Коваль Я. С. // Інвестиції: практика та досвід.- 2017. № 18. -С. 54-60
144. Мігус І. П. Оцінка заходів державного антикризового управління в банківському секторі з боку НБУ / Мігус І. П., Карпова К. В., Коваль Я. С. / Інвестиції: практика та досвід.- 2017. — № 17.- С.82-90
145. Мігус І. П. Вплив державного антикризового управління на функціонування банківських установ у період фінансово-економічної кризи / Мігус І. П., Карпова К. В., Коваль Я. С. // Інвестиції: практика та досвід.- 2017. -№ 16. — С. 80-88
146. Коваль Я. С. Моніторинг як складова антикризового управління банком у системі державного регулювання фінансової безпеки України / Коваль Я. С., Мігус І. П. // Перспективи управлінської діяльності суб'єктів господарювання в контексті економічної безпеки: Матеріали міжнародного форуму з безпеки (Черкаси, 25-27 травня 2017 р).- Черкаси: вид-во ПП Чабаненко Ю. А., 2017.-С. 261—236
147. Мігус І. П. Стратегія залучення споживачів освітніх послуг з позицій економічної безпеки/ І. П. Мігус //Перспективи управлінської діяльності суб'єктів господарювання в контексті економічної безпеки: Матеріали міжнародного форуму з безпеки (Черкаси, 25-27 травня 2017 р).- Черкаси: вид-во ПП Чабаненко Ю. А., 2017.-С.178-181
148. Мігус І. П. Створення системи управління кадровою безпекою на підприємстві / І. П. Мігус // Вчені записки Університету «КРОК». Серія «Економіка» — 2018. — № 4 (52). — С. 213—221
149. Мігус І. П. Забезпечення інформаційної безпеки банківських установ / І. П. Мігус // Сучасні детермінанти розвитку бізнес-процесів в Україні: Матер. II Міжнародної науково-практичної Інтернет-конференції (Київ, 12 квітня 2018). -Київ, 2018.- С. 217—220
150. Mihus I.P. Diagnostics of the state of financial security of Ukraine/Mihus I.P., Akimova L.M., Harnyk O.A. // Науковий вісник Полісся.-2018. -№ 3(15). -С. 12-18
151. Laptiev S. Improving the methodical approach to evaluation of economic security of banking institutions of Ukraine /Sergey Laptiev, Iryna Mihus, Yana Koval // Kosice security revue: journal (Poland)/- 2018. -№ 2. -P. 30-40
152. Laptiev S. Threats to economic security of Ukrainian emitents after placement of shares on foreign markets /Serhii Laptiev, Iryna Mihus // European scientific journal of Economic and Financial innovation.- 2018.- № 2.- P. 39-47
153. Мігус І. П. Роль та значення транспарентності в діяльності вищих навчальних закладів України /І. П. Мігус // Економіка України в умовах євроінтеграції: виклики та перспективи розвитку: Матеріали І Всеукр. наук.-практ. конф. (Умань, 19 квітня 2018).- Умань, 2018.- С. 92-97
154. Методика прогнозування банкрутства та рейдерства як інструмент державного моніторингу стану фінансової безпеки України/Мігус І. П., Андрієнко В. М., Молодецький С. С., Бліхар М. М. // Фінансово-кредитна діяльність: проблеми теорії та практики: збірник наукових праць.- 2018.- № 24,Т1.- С. 267—274
155. Мігус І. П. Формування інноваційної моделі державного розвитку підприємств в Україні / І. П. Мігус, Я. С. Коваль // Інструменти та методи комерціалізації інноваційної продукції: колектив. монографія / за ред. д.е.н., проф. С. М. Ілляшенка, к.е.н., доц. О. А. Біловодської. — Суми: Триторія, 2018. — С. 10-29
156. Threats to economic security of Ukrainian emitents after placement of shares on foreign markets / Laptiev S., Sidak V., Mihus I., Koval Y. // Conceptual aspects management of competitiveness the economic entities: collective monograph / edited by M. Bezpartochnyi, I. Britchenko; Higher School of Social and Economic. — Przeworsk: WSSG, 2019. — P. 186—195
157. Мігус І. П. IT-аудит як інструмент оцінювання результатів наукової діяльності ЗВО / І. П. Мігус, С. Є. Гребень // Держава, регіони, підприємництво: інформаційні, суспільно-правові, соціально-економічні аспекти розвитку: матеріали міжнародної конференції (м. Київ, 21-22 листопада 2019 р.). — К.: Університет «КРОК», 2019. — С. 578—579
158. Actions to improve crisis management of economic security of banking institutions at the national level / Laptiev S., Sidak V., Mihus I., Koval Y. // Management mechanisms and development strategies of economic entities in conditions of institutional transformations of the global environment: collective monograph / edited by M. Bezpartochnyi, in 2 Vol. / ISMA University. — Riga: «Landmark» SIA, 2019. — Vol. 2. — P. 216—224.
159. Мігус І. П. Механізм захисту акціонерних товариств від недружнього поглинання при публічній емісії на фондових біржах / І. П. Мігус // Вчені записки Університету «КРОК». Серія «Економіка».-2019.- Вип. 1(53). — С.139-144
160. Мігус І. П. Особливості здійснення ІРО на зарубіжних фондових біржах / І. П. Мігус // Вчені записки Університету «КРОК». Серія «Економіка».- 2019.- Вип. 2(54). — С.184-190